# Delphine Parrott
Delphine Mary Vera Parrott (* 2. Mai 1928 in London, England; † 17. Januar 2016 ebenda) war eine britische Immunologin und Hochschullehrerin. Sie war die erste Professorin an der University of Glasgow mit einem eigenen Lehrstuhl. Sie war eine Pionierin der T-Zell-Immunologie und der Schleimhautimmunologie und lieferte bedeutende Erkenntnisse zur Lymphanatomie und zur Lymphozytenrezirkulation.

## Leben und Werk
Delphine Parrot war die Tochter von John und Dulce Vera Parrott. Nach dem Besuch der Mädchenschule von James Allen in Dulwich schloss sie 1949 ihr Studium der Physiologie am Bedford College in London ab. 1952 promovierte sie an der medizinischen Fakultät des King’s College Hospital.

## Forschungsgebiet Thymus
Zunächst arbeitete sie als Endokrinologin in London und Edinburgh auf dem Gebiet der Reproduktionsphysiologie und dann an der Geruchsempfindung. 1960 begann sie am Imperial Cancer Research Fund in London mit der Forschung an der unbekannten Funktion des Thymus. Hier nutzte sie ihre chirurgischen Fähigkeiten, die sie bei der Arbeit an endokrinen Organen erworben hatte, um die Auswirkungen der Thymektomie auf das Immunsystem zu untersuchen. Sie entdeckte, dass die Entfernung des Thymus bei neugeborenen Mäusen eine Auszehrungskrankheit, Lymphopenie und Immunsuppression verursachte. Ihre Ergebnisse veröffentlichte sie 1962 in einem Artikel in Nature, der verzögert nach Jacques Millers Artikel in The Lancet erfolgte, als Jacques Miller und Tony Davies zu dem Schluss kamen, dass der Thymus immunkompetente Zellen produziert, die später T-Zellen genannt werden.
1964 entdeckte sie in Zusammenarbeit mit Maria de Sousa, dass die Lymphknoten thymektomierter Mäuse große Bereiche mit fehlenden Zellen aufwiesen. Sie und de Sousa nannten diese Bereiche Thymus-abhängige Bereiche und veröffentlichten ihre Ergebnisse 1966 in Nature und im Journal of Experimental Medicine. Dies war der Beginn der Wissenschaft der T-Zell-Immunologie, die zu vielen klinischen Fortschritten geführt hat.
Weitere Studien mit de Sousa zeigten das Vorhandensein eines Thymus-abhängigen Bereichs in sekundären Lymphorganen, in dem sich Lymphozyten nach Immunisierung mit Antigenen vermehrten, die eine zellvermittelte Immunität induzierten. Dies führte auch zu der Annahme, dass ruhende, vom Thymus abgeleitete Lymphozyten kontinuierlich in und aus den Lymphorganen zirkulieren.

## Forschung an der University of Glasgow
1967 wechselte sie an die University of Glasgow, um dort als Dozentin in der Abteilung für Bakteriologie und Immunologie zu arbeiten. Dort definierten sie und ihr Team, zu denen de Sousa, Marlene Rose, António A. de Freitas und Anne Ferguson gehörten, die Grundregeln für die gewebespezifische Migration von T-Zellen. Gemeinsam zeigten sie, dass sich aktivierte T-Lymphoblasten an ihr Ursprungsgewebe erinnerten und beispielsweise nur dann zurück in den Darm wanderten, wenn sie in einem Prozess, der durch nicht-antigenspezifische Faktoren bestimmt wurde, in den Darm-drainierenden Lymphknoten vorbereitet wurden. Diese Erkenntnisse sind nach wie vor von grundlegender Bedeutung für das Verständnis des Lymphozytentransports, der Impfstoffentwicklung und der Schleimhautimmunologie.
Parrot wurde eine Pionierung auf dem Gebiet der Darmimmunologie, die in den 1970er Jahren ein vernachlässigtes Forschungsgebiet war. Sie konzentrierte sich auf T-Zellen und erlangte einige der ersten Erkenntnisse über die im Darm vorkommenden intraepithelialen Lymphozyten (IELs). Sie zeigte, dass IELs antigenabhängig sind, eine starke zytotoxische Aktivität aufweisen und mit Zöliakie in Zusammenhang stehen.
In den späten 1970er Jahren gründeten sie und Robert G. White den ersten Bachelor-Studiengang für Immunologie in Schottland und dem Vereinigten Königreich. 1973 wurde sie auf einen Lehrstuhl für Immunologie berufen und war damit die erste Professorin an der University of Glasgow. 1980 wurde sie Leiterin der Abteilung für Bakteriologie und Immunologie. Als White 1980 in den Ruhestand ging, wurde Parrott sowohl zur Abteilungsleiterin als auch zur Gardiner-Professorin für Bakteriologie, dem späteren Gardiner-Lehrstuhl für Immunologie, ernannt. Sie ging 1990 in den Ruhestand.
Parrot starb 2016 im Alter von 87 Jahren.

## Auszeichnungen
- 1974: Fellow der Royal Society of Edinburgh
- Ehrenmitglied der British Society for Immunology[6]

## Veröffentlichungen (Auswahl)
- mit Maria de Sousa, Juni Ost: Thymus dependent area in the lymphoid organs of neonatally thymectomized mice. Journal of Experimental Medicine (JEM) 123(1), 1966, S. 191–204. DOI: 10.1084/jem.123.1.191.
- mit Marlene L. Rose, R. G. Bruce: Migration of lymphoblasts to the small intestine. II. Divergent migration of mesenteric and peripheral immunoblasts to sites of inflammation in the mouse. Cellular Immunology 27(1), 1976, S. 36–46. DOI:10.1016/0008-8749(76)90151-9.